# Paradrypetes subintegrifolia
Paradrypetes subintegrifolia là một loài thực vật có hoa trong họ Rhizophoraceae. Loài này được G.M.Levin mô tả khoa học đầu tiên năm 1992.